# Фатх-Али-хан Дагистани
Фатх-Али Хан Дагистани (перс. فتحعلی خان داغستانی‎; 1694, совр. Дагестан — 1722, Шираз, совр. Иран) — дворянин, лезгинского происхождения, который служил великим визирем при Сефевидском шахе Султане Хусайне (прав. 1694—1722) с 1716 по 1720 годы. Является дядей Хасана-Али-хан Дагистани, служившиго бейларбеем Ширвана (1718) и Шемахи (1720—1721).

## Биография
Член аристократической семьи лезгин родом из Дагестана, Фатх-Али-хан происходил из знатной лезгинской семьи и был, как и большинство лезгин, суннитом (Локхарт, стр. 117, 120). был в отличие от более ранних Сефевидских великих визирей суннитом, которые часто подвергались преследованиям в Сефевидском государстве. Это не помешало Дагистани расширить своё влияние и в июле 1716 года, он был назначен великим визирем при нерешительном и слабом Султане Хусейне, который был мало заинтересован в политических делах, тем самым позволив Дагистани взять на себя большую часть дел страны. Из-за этого у Дагистани появилось много врагов, которые в конечном итоге в 1720 году отстранили его от власти с помощью интриг. Он был впоследствии ослеплён и сослан в Шираз, где позже скончался. Его преемником стал Мухаммад Кули хан Шамлу.
Дагистани был сыном Сафи-хана Лезгинского (Алкас Мирза), который был сыном Алдаса (Илдаса) Мирзы Шамхалы, также известный как Ильдирим-хан Шамхал, и, следовательно, членом семьи Шамхала Кумуха. Благородная лезгинская семья традиционно правила в районе реки Терек в Сефевидской провинции Дагестана. Как и большинство лезгинов, он был мусульманином-суннитом. Тем не менее, Дагистани и остальные члены его рода давно пользовались уважением при дворе Сефевидов. Многие родственники Дагистани занимали высокие должности. Среди них был его племянник Хасан-Али-хан Дагистани, который служил губернатором провинции Ширван и Шемаха, его брат Аслан-хан Дагистани, который занимал пост губернатора Кохгилуйе и Астарабада, а также Лутф-Али-хан Дагистани, который был одновременно его племянником и зятем, и который несколько лет правил в качестве губернатора Фарса.

## Великий визирь
Дагистани был назначен великим визирем в 1716 году, тем самым сменив Зангане дворянина Шах-коли-хана Зангане, которому Дагестани приходился зятем. В 1719 году, мятежные лезгины-сунниты захватили Ширван и убили губернатора провинции, а затем напала на Грузию, что привело к череде разных событий, закончившиеся в итоге падением и увольнением Дагистани спустя год.
В это время шах Султан Хусейн недавно восстановивший сепахсалара (главнокомандующего) Вахтанга VI (Хосан-коли-хана) в качестве вали («наместник») Картлинского царства и отправил его обратно в Грузию с задачей подавления восстания лезгин. В то же время, несколько врагов Дагистани планировали сместить его от власти, «главным образом потому, что он был суннитом». Руководителями этого заговора были мулла-баши (главный богослов) Мохаммад-Хосейн Табризи и хаким-баши (главный врач) — Рахим-хан, которые представили шаху поддельное письмо как доказательство того, что Дагистани был в сговоре с курдским вождём, с целью убийства шаха. Они также предупредил шаха, что дочь Дагистани Хадидже-Бегом Султан Дагистани была замужем за сводным братом Вахтанга Ростам-ханом, и предположили, что победивший Вахтанг будет представлять большую угрозу для Ирана, чем лезгины. Таким образом им удалось убедить шаха приказать Вахтангу прервать свою кампанию против лезгин. Кроме того, они также убедили шаха казнить Дагистани.
8 декабря 1720 году курчи-баши («глава шахской охраны») Мухаммад-коли-хану, который сам был участником заговора против Дагистани, было приказано казнить последнего. Дагистани пытали с целью получить его богатства, которыми он славился. Дагистани в итоге был ослеплен, а его родственник Лофт-Али-хан был схвачен и посажен в тюрьму. Шах Султан Хусейн, якобы, потом жалел о том, что он сделал с Дагистани, но тем не менее, он счёл необходимым отправить его из Тегерана в Шираз, где он и умер в заключении. Дата смерти Дагистани неизвестна.